# Liste der Monuments historiques in Trémilly
Die Liste der Monuments historiques in Trémilly führt die Monuments historiques in der französischen Gemeinde Trémilly auf.

## Liste der Immobilien
| Bezeichnung         | Beschreibung                  | Standort                      | Kennzeichnung | Schutzstatus | Datum | Bild           |
| ------------------- | ----------------------------- | ----------------------------- | ------------- | ------------ | ----- | -------------- |
| Château de Trémilly | 1713 erbaut, 2002 ausgebrannt | Rue du Château (Lage)         | PA00079164    | Inscrit      | 1975  |                |
| Kirche St-Martin    | aus dem 16. Jahrhundert       | Petite Rue de l’Église (Lage) | PA00079166    | Classé       | 1909  | weitere Bilder |

## Liste der Objekte
| Bezeichnung          | Beschreibung                                      | Standort                       | Kennzeichnung | Schutzstatus | Datum | Bild |
| -------------------- | ------------------------------------------------- | ------------------------------ | ------------- | ------------ | ----- | ---- |
| Gemälde Auferstehung | Ölfarbe auf Leinwand, Holzrahmen, 17. Jahrhundert | in der Kirche St-Martin (Lage) | PM52000963    | Classé       | 1974  |      |
| Kirchenfenster       | aus dem 16. Jahrhundert                           | in der Kirche St-Martin (Lage) | PM52000962    | Classé       | 1909  |      |